# سیارک ۷۸۰۲
سیارک ۷۸۰۲ (به انگلیسی: 7802 Takiguchi، نامگذاری:1996XG1) هفت هزار و هشتصد و دومین سیارک کشف شده‌است که در ۲ دسامبر ۱۹۹۶ کشف شد.
قدر مطلق سیارک برابر ۲۲.۴ است.